# Купальские песни

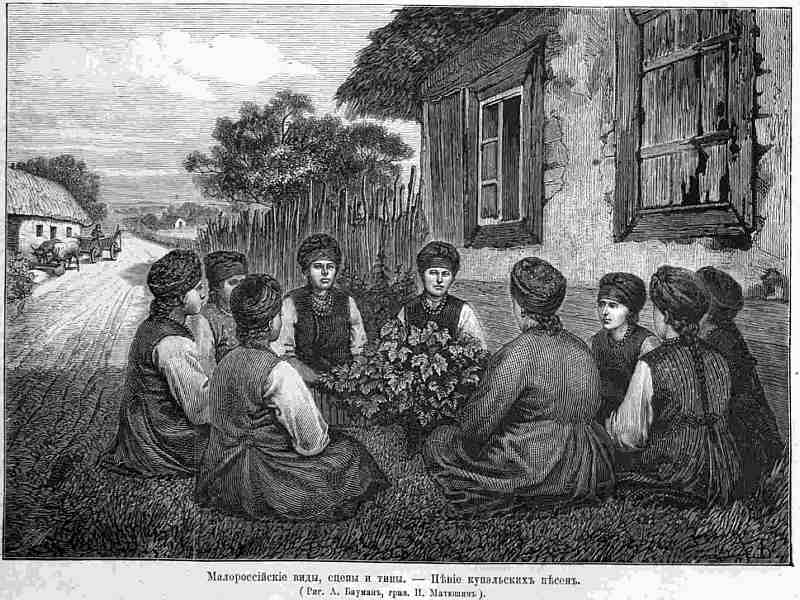
Пение купальских песен. Малороссия, 1879

Купальские песни (Петровские песни, Купальские и Петровские песни)  — восточно-славянский песенный цикл, сопровождавший обряды летнего Иванова дня. Народные названия этих песен: купальные, ивановские, петровские, купаленка, купала (з.-рус.); купальскія песні, янаўскія. свентоянскіе, пятроўскія, купалінка, купаллё (бел.); купальські пісні, купайла, собітка, петрівка (укр,) и т. п.

## Характеристика песен
По мнению многих фольклористов, содержание купальских песен слабо связано с обрядовыми действиями и мифологическим смыслом праздника. Среди разножанровых текстов купальского цикла много лирических песен с любовной и семейной тематикой; шутливых припевок-перебранок между парнями и девушками; песен хороводных и игровых; баллад и т. п. Их принадлежность к купальским песням определяется специфическими («купальскими») типами напевов и приуроченностью к конкретному календарному периоду. В другое время исполнять такие песни было не принято. Тексты, в мотивах которых отражается связь с обрядом и со смыслом самого праздника, чаще всего включают специфический рефрен, который повторяется после каждой песенной строки, либо особый зачин и концовку песни: «Купала!», «Купала на Ивана!», «Купалялё!», «Боже наш!», «Ой рана-рана на Яна!», «А то-то!» и др. Такие обрядовые песни обычно имеют форму коротких припевок. Согласно народным комментариям, «неинтересные это песни, чтобы часто их петь, а на Купалу без них нельзя, — такой уж обычай»; «швырковые это песни, короткие, раз в году и поём их только, припеваем у костра».
Купальские песни по структуре родственны как весенним, так и жатвенным: нередко они основываются на одинаковом звукоряде и имеют сходную ладовую конструкцию. Распространённый формообразующий прием купальских песен — «тёмная ночь, тёмная ночь, где твоя дочь, где твоя дочь». Повтор текста сопровождается сужением соответствующей мелодической фразы обычно на одну треть, а иногда даже вдвое. Для купальских песнях характерна манера с нейтральной терцией и с гуканьем (ср. песни-веснянки). Стиховой строй и напев часто схожи со свадебными песнями.
В украинских песнях упоминаются основные обрядовые действия, ведьмы, высмеиваются парни; ряд текстов имеет любовную и брачную тематику.